# Miljenko Domijan
Miljenko Domijan (Rab, 1946. – Zadar, ožujak 2025.) bio je hrvatski povjesničar umjetnosti, konzervator i fotograf u području zaštite hrvatske kulturne baštine.

## Obrazovanje i karijera
Nakon osnovnog školovanja u rodnom Rabu, završio je Građevinsku tehničku školu, Arhitektonski odjel u Rijeci. Diplomirao je likovnu umjetnost na Pedagoškoj akademiji u Rijeci 1967. godine, a potom na Filozofskom fakultetu u Zadru studij povijesti umjetnosti i filozofije.
Profesionalnu karijeru započeo je 1968. godine kao vanjski suradnik Zavoda za zaštitu spomenika kulture, a nakon diplome 1972. postaje konzervator pripravnik. Nakon završenog specijalističkog studija očuvanja graditeljskog naslijeđa ICCROM-a u Rimu, 1976. preuzima dužnost ravnatelja Zavoda za zaštitu spomenika kulture u Zadru. Početkom devedesetih godina postaje glavni konzervator u Državnoj upravi za zaštitu spomenika kulture i prirode, kasnije i u Ministarstvu kulture Republike Hrvatske.

## Konzervatorski rad i doprinos
Domijanov stručni rad obuhvaća brojne konzervatorske zahvate diljem Hrvatske. Posebno se istaknuo tijekom Domovinskog rata organizirajući evakuaciju i pohranjivanje sakralne pokretne baštine na području Zadarske nadbiskupije te fizičku zaštitu graditeljskih spomenika. Vodio je obnovu brojnih značajnih graditeljskih spomenika u Zadru i zaleđu.
Aktivno je djelovao u obnovi kulturne baštine od Dubrovnika do Vukovara. U Dubrovniku je bio na čelu Stručnoga savjetodavnoga povjerenstva s UNESCO-ovim predstavnicima, a u Šibeniku vodio Povjerenstvo za obnovu kupole katedrale sv. Jakova. Sudjelovao je u stručnoj obnovi kulturne baštine Podunavlja, posebno u Vukovaru i Iloku.
Domijan je nekoliko godina vodio kampanje podmorskih arheoloških istraživanja, a jedan od najvažnijih rezultata njegova djelovanja bilo je koordiniranje restauriranja i muzealizacije brončane antičke skulpture Apoksiomena u Malom Lošinju.

## Izložbena djelatnost
Sudjelovao je u postavljanju brojnih izložbi hrvatske kulturne baštine, među kojima se ističu:
- Izložba zadarske sakralne baštine „Sjaj zadarskih riznica” u Galeriji Klovićevi dvori (1990.)
- „Hrvati – vjera, kultura i umjetnost” u Vatikanskim muzejima
- Četiri značajne izložbe u Francuskoj: izložba o kraljevskoj obitelji Anžuvinaca u benediktinskoj opatiji Fontevraud, izložba hrvatske renesanse u muzeju francuske renesanse dvorcu Écouen, izložba hrvatskoga sakralnog srednjovjekovlja u muzeju Cluny u Parizu, izložba Apoksiomena u Louvreu[2]

## Publikacije
Objavio je brojne stručne tekstove i članke s područja umjetnosti. Među značajnijim djelima su:
- Povijesnoumjetnička monografija Rab, grad umjetnosti (2001.)
- Katalog izložbe fotografija Od oka k srcu (2020.)
- Monografija Armenia sacra – Hodočašće sakralnoj arhitekturi, koja povezuje povijest Armenije, sakralnu arhitekturu i fotografiju[3]

## Nagrade i priznanja
Dobio je brojna priznanja:
- Odlikovanje Republike Hrvatske Red Danice hrvatske s likom Marka Marulića (1996.)
- Nagrada za kulturu Slobodne Dalmacije
- Talijanska državna nagrada Pasquale Rotondi (1997.)
- Godišnja nagrada Ministarstva kulture „Vicko Andrić” (2004.)
- Nagrada Europa Nostra (2006.)
- Nagrada Dubrovnika (2009.)
- Nagrada za životno djelo Zadarske županije (2011.)
- Godišnja nagrada HAZU u domeni likovnih umjetnosti za očuvanje hrvatske kulturne baštine (2011.)
- Nagrada Ministarstva kulture „Vicko Andrić” za životno djelo (2012.)
- Odlikovanje Orden sv. Save drugog reda Svetog sinoda Srpske pravoslavne crkve (2016.)
- Odlikovanje Predsjednice Republike Hrvatske Red kneza Branimira s ogrlicom (2016.)
- Nagrada grada Zadra za životno djelo (2017.)

## Osobni interesi i opus
Miljenko Domijan je, osim profesionalnog rada u području konzerviranja i očuvanja baštine, njegovao i umjetnički izričaj kroz fotografiju i crtež. Njegova izložba „Putorisi” krajem rujna 2024. u Galeriji Rab predstavila je crteže s motivima Raba, Avignona, Venecije i drugih lokacija koje je radio različitim tehnikama.
Domijan se nakon formalne karijere nikada nije stvarno umirovio, nastavljajući istraživati, otkrivati i dokumentirati kulturnu baštinu. Nekoliko mjeseci prije smrti, svom rodnom Rabu poklonio je dragocjeni relikvijar za pohranu relikvija sv. Marina, koje su zahvaljujući njegovim istraživanjima ponovno otkrivene.